# Kirt Hector
Kirt Hector (3 de enero de 1972 - 19 de abril de 2013) fue un entrenador de fútbol dominiqués.

## Selección de Dominica
Debutó en 2009 al mando de la selección de fútbol de Dominica, equipo en el que estuvo entrenando hasta la fecha de su muerte, el 19 de abril de 2013, tras precipitarse el coche en el que iban él y dos jugadores más de la selección dominica; Norran Jno Hope, también fallecido, y Joslyn Prince, que tras permanecer en estado grave se recuperó; al derrumbarse la carretera que separa Pond Casse y Tarish Pit.
Su funeral tuvo lugar el 4 de mayo de 2013 en la iglesia de La-Plaine, siendo enterrado en el cementerio católico de dicha población.

## Clubes
| Club                            | País     | Año         |
| ------------------------------- | -------- | ----------- |
| Selección de fútbol de Dominica | Dominica | 2009 - 2013 |

## Vida personal
Tenía una hija que se llama Kelly Hector y que estudia en la Dominica State College.